# Oblivians
Gli Oblivians, originari di Memphis (Tennessee), sono stati uno dei più influenti gruppi garage punk/punk blues degli anni novanta. I tre membri si alternavano tra batteria, chitarra e voce, sia in studio che durante i concerti.

## Storia degli Oblivians
Il gruppo era formato da Greg Oblivian (Greg Cartwright), Jack Oblivian (Jack Yarber), ed Eric Oblivian (Eric Friedl).
Jack Oblivian ha anche collaborato con gli Impala e attualmente suona con i Tearjerkers. Nel passato ha suonato anche con Tav Falco & The Unapproachable Panther Burns, Knaughty Knights, South Filthy, The Cool Jerks, The Limes e Natural Kicks. Greg e Jack Oblivian hanno suonato assieme anche nei Compulsive Gamblers, una band che proponeva un garage rock/rhythm and blues più convenzionale. Greg ha dato vita ai The Reigning Sound, e ha prodotto gli album di Mr. Airplane Man e The Deadly Snakes.
Eric Oblivian ha fondato una propria etichetta discografica, la Goner Records, ha registrato un album con Jay Reatard dei Reatards e King Louie Bankston dei Royal Pendletons con il nome Bad Times e attualmente suona con i Dutch Masters e con i The True Sons of Thunder.

## Discografia
Album in studio
- 1995 - Soul Food
- 1996 - Popular Favorites
- 1999 - Melissa's Garage Revisited
- 2003 - On the Go

EP/10"/Split
- 1994 - Oblivians (10")
- 1995 - Walter Daniels Plays With Monsieur Jeffrey Evans & The Oblivians At Melissa's Garage (10")
- 1996 - Six of the Best (10")
- 1996 - Sympathy Sessions (raccolta di singoli ed EP)
- 1997 - "King Louie Stomp" (split with Two Bo's Maniac's)

Live
- 1995 - Live in Atlanta 8.19.94

Collaborazioni
- 1997 - ...Play 9 Songs with Mr Quintron (feat. Mr Quintron)

Raccolte
- 1999 - Best of the Worst 1993-97

Bootleg
- 1997 - 17 Cumshots

Dischi solisti
- Greg Oblivian (a nome Greg Oblivian & The Tip Tops)
  - 1998 - Pretty Baby (7")
  - 1998 - Head Shop
- Jack Oblivian
  - 1998 - So Low
  - 2000 - American Slang (EP)
  - 2011 - Rat City